# Olenite
L'olenite è un minerale.